# 沢本盛弥
沢本 盛弥（さわもと もりや、旧字体：澤本 盛󠄁彌、生没年不詳）は、江戸時代末期の武士、日本の陸軍軍人。
盛弥は仮名（通称）、諱（実名）は幸則「ゆきのり」。土佐藩士。
迅衝隊士六番隊銃手として戊辰戦争に従軍。後に大日本帝国陸軍軍人となる。文献によっては沢本守也と表記。北光社の沢本楠弥は同族。

## 生涯
沢本氏（澤本氏）の祖は彦右衛門といい、戦国時代に大津城 (土佐国) 城主天竺孫四郎に仕えていたが、細川氏の庶流天竺氏は長宗我部国親に滅亡させられた。江戸時代になって4代目の土佐藩主山内豊信（山内豊昌？）に仕えた一族と伝わる。それ以外の一族末裔は全国に拡散した。
土佐国長岡郡介良村出身。
会津戦争の二本松陣営にて、沢本を含めた新政府軍の兵士三人が民家で飲酒をしてしまい、軍法違反となった。秋沢清吉に咎められた沢本は、（この場で処刑されるのではなく）国のために命を懸けたいと堂々と返答し、処刑は免れた。
板垣退助に安岡養之助（安岡覚之助？）が米沢藩勧降書（文案者は岩崎馬之助）を提出した。小笠原謙吉を含めた三人で協議し、米沢藩に降伏勧告する使者として、沢本を派遣することにした。
慶応4年（1868年）8月15日、谷干城と伴権太夫に（米沢藩に拒否されたら命はないだろうと）諭された沢本は米沢に向かい、同年8月18日に無事に到着して歓待を受けた。同年9月4日に米沢藩は新政府軍に降伏し、その証として出兵を約束。命懸けの任務を遂行した沢本は報告のため、二本松に戻ったあと再び米沢に向かい、米沢藩の１小隊と共に会津城攻めの新政府軍に合流した。
明治4年（1871年）4月4日、戸籍法が制定されて以降、澤本幸則と称した。（文献によっては沢本幸則と表記）
明治6年（1873年）2月23日、陸軍省から佐倉城郭跡地の兵営建設のため、井上二郎八、大庭国介、徳久元成と共に出張を命ぜられた。
令和4年（2022年）2月13日、放映のテレビ番組「ナニコレ珍百景」で、沢本家（澤本家）の家系図が「歴史的に貴重な360年19代の家系図　高知県高知市」として紹介された。